# 1+9+8+2
| Оценки критиков | Оценки критиков |
| Источник        | Оценка          |
| --------------- | --------------- |
| AllMusic        | [ 1 ]           |
| Star Pulse      | [ 2 ]           |

1+9+8+2 (официальное название, в некоторых источниках указан просто как 1982) — пятнадцатый студийный альбом рок-группы Status Quo, выпущенный 16 апреля 1982 года. Это первый альбом, записанный с новым барабанщиком Питом Кирхером, заменившем Джона Коглана и первый альбом, в котором клавишник Энди Баун принял участие в качестве полноправного члена; в предыдущих релизах он был указан в качестве приглашённого музыканта, хотя уже на тот момент являлся неотъемлемой частью коллектива.
Релиз состоялся незадолго до выступления группы в National Exhibition Centre, в Бирмингеме, которое посетил Принц Уэльский. Это видимо поспособствовало тому, что альбом занял первое место в чартах. Это был четвёртый по счёту и последний альбом, который занимал первые места в чартах. Он получил тёплые отзывы от поклонников. «Dear John» была единственной песней в альбоме, которая не была написана самой группой, но тем не менее, когда она была выпущена в виде отдельного сингла, ей удалось занять десятое место в чартах, в то время как второй сингл из этого альбома «She Don't Fool Me» достиг только 36 места.
В 1982 году исполнилось двадцать лет с момента знакомства и первой встречи Фрэнсиса Росси и Алана Ланкастера, а сумма чисел, указанных в альбоме 1+9+8+2 равное 20 (внизу обложки оно обозначено рискими цифрами 'XX'), следовательно название альбома.

## Список композиций
Сторона 1
1. «She Don't Fool Me[англ.]» (Рик Парфитт, Энди Баун[англ.]) – 4:36
2. «Young Pretender» (Фрэнсис Росси, Берни Фрост) — 3:34
3. «Get Out and Walk» (Парфитт, Баун) — 3:13
4. «Jealousy» (Росси, Фрост) — 2:55
5. «I Love Rock and Roll» (Алан Ланкастер) – 3:16

Сторона 2
1. «Resurrection» (Баун, Парфитт) — 3:49
2. «Dear John» (Джон Густавсон, Джеки Макоули) — 3:14
3. «Doesn’t Matter» (Росси, Фрост) — 3:41
4. «I Want the World to Know» (Ланкастер, Кит Ламб[англ.]) — 3:23
5. «I Should Have Known» (Росси, Фрост) — 3:31
6. «Big Man» (Ланкстер, Мик Грин[англ.]) – 3:45

### Бонус-треки на переиздании 2006 года
1. «Calling the Shots» (Парфитт, Баун) (Би-сайд «Jealousy» был выпущен в некоторых европейских странах как отдельный сингл) – 4:53
2. «Hold You Back» (Live at the N.E.C. (англ.) (Росси, Парфитт, Боб Янг[англ.]) — 4:40
3. «Over the Edge» (Live at the N.E.C.) (Ланкастер, Ламб) – 4:20

- Два концертных трека позже появились в концертном альбоме Live at the N.E.C.[англ.], выпущенным в том же году.

## Участники записи
- Фрэнсис Росси — гитара, вокал
- Рик Парфитт — гитара, вокал
- Алан Ланкастер — бас, вокал
- Энди Баун[англ.] — клавишные, бэк-вокал
- Пит Кирхер[англ.] — ударные, бэк-вокал

Дополнительный персонал
- Берни Фрост — бэк-вокал